# Serie A de Ecuador 2019
El Campeonato Ecuatoriano de Fútbol 2019, llamado oficialmente «LigaPro Banco Pichincha 2019» por motivos de patrocinio, fue la sexagésima primera (61.ª) edición de la Serie A del fútbol profesional ecuatoriano y la primera (1.ª) bajo la denominación de LigaPro. El torneo fue organizado por la Liga Profesional de Fútbol del Ecuador y consistió en un sistema de 2 etapas. La primera etapa se desarrolló con un sistema de todos contra todos, mientras que la segunda etapa consistió en play-offs ida y vuelta desde cuartos de final hasta la final. Se otorgaron cuatro cupos para la Copa Libertadores 2020 campeón, subcampeón, primer y segundo mejor puntaje de la tabla general; y tres para la Copa Sudamericana 2020 que fueron del tercero al quinto mejor puntaje de la tabla general.
Delfín Sporting Club logró coronarse por primera vez en su historia tras empatar 0–0 en el marcador global y ganar mediante los lanzamientos desde el punto penal por 2–1. También el equipo cetáceo se convirtió en el primer equipo de Manabí que se corona campeón de la máxima categoría del fútbol ecuatoriano y el noveno diferente en ganar en la Serie A de Ecuador, así mismo se rompió la hegemonía de los equipos de Quito y Guayaquil que habían ganado los 15 torneos anteriores de manera consecutiva, el último equipo que se consagró campeón y que no pertenece a las dos principales ciudades del país fue Deportivo Cuenca en la temporada 2004.

## Sistema de juego
El Campeonato Nacional 2019 estuvo compuesto de dos etapas; se jugó con una nueva modalidad con respecto a temporadas pasadas.
El Campeonato Nacional de Fútbol Serie A 2019, según lo establecido, fue jugado por 16 equipos que se disputaron el título en dos etapas. En total se jugaron 30 fechas que iniciaron en febrero además de los play-offs.
La primera etapa del campeonato consistió de 30 jornadas. La modalidad fue de todos contra todos; los equipos que terminaron del primer al octavo lugar clasificaron a la segunda etapa del campeonato. 
La segunda etapa o etapa de play-offs sirvió para proclamar al 'campeón nacional', y consistió en partidos de ida y vuelta desde cuartos de final hasta la final de la siguiente manera:
- 1.er lugar vs. 8.° lugar
- 2.° lugar vs. 7.° lugar
- 3.er lugar vs. 6.° lugar
- 4.° lugar vs. 5.° lugar

Asimismo, la clasificación a los torneos internacionales fue de la siguiente manera: a la Copa Libertadores 2020 clasificaron el campeón como 'Ecuador 1', el subcampeón como 'Ecuador 2', el primer mejor ubicado de la tabla acumulada como 'Ecuador 3' y el segundo mejor ubicado de la tabla acumulada como 'Ecuador 4'. Para la Copa Sudamericana 2020 clasificaron: el tercer mejor ubicado de la tabla acumulada como 'Ecuador 1', el cuarto mejor ubicado de la tabla acumulada como 'Ecuador 2', el quinto mejor ubicado de la tabla acumulada como 'Ecuador 3', y los últimos cupos a la copa fueron para el campeón, subcampeón o el mejor ubicado de la Copa Ecuador 2018-19 que no haya clasificado a la Copa Libertadores o Copa Sudamericana. También el campeón disputará la Supercopa de Ecuador 2020.
Debido a los cambios implementados por la Conmebol para los torneos internacionales en el 2017, ningún equipo puede jugar los dos torneos al mismo tiempo, por eso la premiación a dichos torneos varió un poco respecto a las temporadas anteriores, ya que el campeón de la temporada se clasificaba a los dos torneos.
Los equipos que ocuparon los dos últimos puestos en la tabla general (tras las 30 jornadas), perdieron la categoría y debieron jugar la Serie B en el 2020.

## Relevo anual de clubes
| Pos. | Ascendidos a la Serie A                     |
| ---- | ------------------------------------------- |
| 1.ª  | Mushuc Runa (Campeón de la Serie B)         |
| 2.ª  | América de Quito (Subcampeón de la Serie B) |
| 3.ª  | Fuerza Amarilla (3.er lugar de la Serie B)  |
| 4.ª  | Olmedo (4.° lugar de la Serie B)            |

| Pos. | Descendidos a la Serie B                      |
| ---- | --------------------------------------------- |
| 11.ª | El Nacional (Penúltimo en la Tabla acumulada) |
| 12.ª | Guayaquil City (Último en la Tabla acumulada) |

## Equipos participantes
Los estadios para la temporada 2019, página oficial FEF.
| Nombre del club                       | Ciudad    | Entrenador                         | Estadio                                    | Capacidad | Marca           | Patrocinador                                                            |
| ------------------------------------- | --------- | ---------------------------------- | ------------------------------------------ | --------- | --------------- | ----------------------------------------------------------------------- |
| Club Deportivo América de Quito       | Quito     | Ver lista Darwin Veloz Freddy Bone | Olímpico Atahualpa                         | 38 258    | Astro           | Consorcio Pichincha                                                     |
| Sociedad Deportiva Aucas              | Quito     | Gabriel Schürrer                   | Banco del Pacífico Gonzalo Pozo Ripalda    | 18 799    | Umbro           | Banco del Pacífico                                                      |
| Barcelona Sporting Club               | Guayaquil | Nelson Tapia (int.)                | Monumental Banco Pichincha                 | 57 267    | Marathon Sports | Cerveza Pilsener                                                        |
| Delfín Sporting Club                  | Manta     | Fabián Bustos                      | Jocay                                      | 18 125    | Yeliyan         | Ver lista Fresh Fish La Esquina de Ales                                 |
| Club Deportivo Cuenca                 | Cuenca    | Tabaré Silva                       | Alejandro Serrano Aguilar Banco del Austro | 18 549    | Joma            | Chubb Seguros                                                           |
| Club Deportivo El Nacional            | Quito     | Marcelo Zuleta                     | Olímpico Atahualpa                         | 38 258    | Lotto           | Ver lista ANDEC Banco General Rumiñahui Cooperativa San Francisco Ltda. |
| Club Sport Emelec                     | Guayaquil | Ismael Rescalvo                    | Banco del Pacífico-Capwell                 | 39 059    | Adidas          | Electrocables                                                           |
| Fuerza Amarilla Sporting Club         | Machala   | Luis Garcés                        | 9 de Mayo                                  | 16 456    | Elohim          | Sin patrocinador                                                        |
| Guayaquil City Fútbol Club            | Guayaquil | Pool Gavilánez                     | Christian Benítez Betancourt               | 10 152    | Astro           | Ver lista Fibramax Cooperativa San Francisco Ltda.                      |
| Club Independiente del Valle          | Sangolquí | Miguel Ramírez                     | General Rumiñahui                          | 7233      | Marathon Sports | Ver lista Chery DirecTV                                                 |
| Liga Deportiva Universitaria de Quito | Quito     | Pablo Repetto                      | Rodrigo Paz Delgado                        | 41 575    | Puma            | Banco Pichincha                                                         |
| Club Deportivo Macará                 | Ambato    | Paúl Vélez                         | Bellavista                                 | 16 467    | Boman           | Cooperativa San Francisco Ltda.                                         |
| Mushuc Runa Sporting Club             | Ambato    | Martín Cardetti                    | Mushuc Runa COAC                           | 8200      | Elohim          | Cooperativa Mushuc Runa                                                 |
| Centro Deportivo Olmedo               | Riobamba  | Ricardo Dillon                     | Olímpico de Riobamba                       | 14 400    | Boman           | Ver lista Cooperativa Daquilema GolTV                                   |
| Club Técnico Universitario            | Ambato    | José Hernández                     | Bellavista                                 | 16 467    | Boman           | Cooperativa San Francisco Ltda.                                         |
| Club Deportivo Universidad Católica   | Quito     | Santiago Escobar                   | Olímpico Atahualpa                         | 38 258    | Umbro           | Discover Card                                                           |

## Equipos por ubicación geográfica
| Provincia  | N.º | Equipos                                                                                                   |
| ---------- | --- | --- |
| Pichincha  | 6   | - América de Quito - Aucas - El Nacional - Liga de Quito - Universidad Católica - Independiente del Valle |
| Guayas     | 3   | - Barcelona - Emelec - Guayaquil City                                                                     |
| Tungurahua | 3   | - Macará - Mushuc Runa - Técnico Universitario                                                            |
| Azuay      | 1   | - Deportivo Cuenca                                                                                        |
| Chimborazo | 1   | - Olmedo                                                                                                  |
| El Oro     | 1   | - Fuerza Amarilla                                                                                         |
| Manabí     | 1   | - Delfín                                                                                                  |

| Delfín Independiente del Valle Barcelona Emelec Guayaquil City Universidad Católica El Nacional Liga de Quito Aucas América de Quito Deportivo Cuenca Macará Mushuc Runa Olmedo Fuerza Amarilla Técnico Universitario |

## Cambio de entrenadores
| Equipo                  | Pos. | Entrenador saliente | Último partido                             | Fecha | Entrenador sucesor       | Fecha debut | Ref.          |
| ----------------------- | ---- | ------------------- | ------------------------------------------ | ----- | ------------------------ | ----------- | ------------- |
| Barcelona               | 6    | Guillermo Almada    | Barcelona 6 : 2 Deportivo Cuenca           | 9.ª   | Leonardo Ramos           | 11.ª        | [ 17 ] [ 18 ] |
| Emelec                  | 10   | Mariano Soso        | Guayaquil City 1 : 0 Emelec                | 9.ª   | Ismael Rescalvo          | 12.ª        | [ 19 ] [ 20 ] |
| Independiente del Valle | 1    | Ismael Rescalvo     | Macará 1 : 1 Independiente del Valle       | 10.ª  | Miguel Ramírez           | 13.ª        | [ 21 ] [ 22 ] |
| Aucas                   | 7    | Eduardo Favaro      | Aucas 3 : 4 Barcelona                      | 11.ª  | Gabriel Schürrer         | 12.ª        | [ 23 ] [ 24 ] |
| Técnico Universitario   | 14   | Fabián Frías        | Guayaquil City 3 : 1 Técnico Universitario | 11.ª  | José Hernández           | 13.ª        | [ 25 ] [ 26 ] |
| América de Quito        | 16   | Francisco Correa    | Fuerza Amarilla 3 : 0 América de Quito     | 13.ª  | Luis Espinel             | 15.ª        | [ 27 ] [ 28 ] |
| Deportivo Cuenca        | 11   | Luis Soler          | Deportivo Cuenca 1 : 2 Macará              | 13.ª  | Tabaré Silva             | 16.ª        | [ 29 ] [ 30 ] |
| Fuerza Amarilla         | 15   | Raúl Duarte         | Macará 5 : 1 Fuerza Amarilla               | 14.ª  | Matías Tatangelo         | 16.ª        | [ 31 ] [ 32 ] |
| Mushuc Runa             | 13   | Geovanny Cumbicus   | Mushuc Runa 0 : 2 Emelec                   | 15.ª  | Martín Cardetti          | 16.ª        | [ 33 ] [ 34 ] |
| América de Quito        | 15   | Luis Espinel        | América de Quito 1 : 2 Emelec              | 26.ª  | Darwin Veloz Freddy Bone | 27.ª        | [ 35 ] [ 36 ] |
| Fuerza Amarilla         | 16   | Matías Tatangelo    | Deportivo Cuenca 3 : 0 Fuerza Amarilla     | 27.ª  | Luis Garcés              | 28.ª        | [ 37 ] [ 38 ] |
| Barcelona               | 3    | Leonardo Ramos      | Barcelona 0 : 1 Técnico Universitario      | 29.ª  | Nelson Tapia (int.)      | 30.ª        | [ 39 ] [ 40 ] |

## Clasificación
| Pos. | Equipo                  | Pts. | PJ | G  | E  | P  | GF | GC | Dif. |  |
| ---- | ----------------------- | ---- | -- | -- | -- | -- | -- | -- | ---- |  |
| 1    | Macará                  | 62   | 30 | 17 | 11 | 2  | 47 | 17 | +30  |  |
| 2    | Barcelona               | 55   | 30 | 17 | 4  | 9  | 56 | 38 | +18  |  |
| 3    | Universidad Católica    | 53   | 30 | 16 | 5  | 9  | 48 | 29 | +19  |  |
| 4    | Delfín                  | 53   | 30 | 15 | 8  | 7  | 46 | 33 | +13  |  |
| 5    | Independiente del Valle | 52   | 30 | 15 | 7  | 8  | 41 | 29 | +12  |  |
| 6    | Liga de Quito           | 49   | 30 | 13 | 10 | 7  | 46 | 30 | +16  |  |
| 7    | Aucas                   | 49   | 30 | 14 | 7  | 9  | 48 | 44 | +4   |  |
| 8    | Emelec                  | 46   | 30 | 14 | 4  | 12 | 43 | 30 | +13  |  |
| 9    | El Nacional             | 44   | 30 | 13 | 6  | 11 | 41 | 34 | +7   |  |
| 10   | Deportivo Cuenca        | 41   | 30 | 12 | 7  | 11 | 44 | 46 | −2   |  |
| 11   | Olmedo                  | 34   | 30 | 9  | 7  | 14 | 34 | 44 | −10  |  |
| 12   | Guayaquil City          | 31   | 30 | 8  | 7  | 15 | 35 | 48 | −13  |  |
| 13   | Mushuc Runa             | 30   | 30 | 8  | 6  | 16 | 36 | 58 | −22  |  |
| 14   | Técnico Universitario   | 29   | 30 | 8  | 5  | 17 | 40 | 60 | −20  |  |
| 15   | América de Quito        | 25   | 30 | 6  | 7  | 17 | 26 | 41 | −15  |  |
| 16   | Fuerza Amarilla         | 6    | 30 | 2  | 5  | 23 | 24 | 74 | −50  |  |

 Fuente: LigaPro
Notas:
1. ↑  El Nacional fue sancionado con la pérdida de 1 punto debido al incumplimiento en la entrega de roles y planillas de aportes al IESS del mes de agosto.[41][42]
2. ↑  Deportivo Cuenca fue sancionado con la pérdida de 2 puntos, uno debido al incumplimiento en la entrega de roles y planillas de aportes al IESS del mes de mayo[43] y otro por el mes de septiembre.[44]
3. ↑  Fuerza Amarilla fue sancionado con la pérdida de 5 puntos, 4 debido al incumplimiento en la entrega de roles y/o planillas de aportes al IESS[45] y 1 punto por la no presentación de los roles de pago del mes de mayo.[43]

|  | Clasificados a los play-offs |

## Evolución de la clasificación
| Equipo                  | 01 | 02 | 03 | 04 | 05 | 06 | 07 | 08 | 09 | 10 | 11 | 12 | 13 | 14 | 15 | 16 | 17 | 18 | 19 | 20 | 21 | 22 | 23 | 24 | 25 | 26 | 27 | 28 | 29 | 30 |
| ----------------------- | -- | -- | -- | -- | -- | -- | -- | -- | -- | -- | -- | -- | -- | -- | -- | -- | -- | -- | -- | -- | -- | -- | -- | -- | -- | -- | -- | -- | -- | -- |
| Macará                  | 8  | 13 | 8  | 5  | 1  | 1  | 1  | 2  | 3  | 3  | 4  | 4  | 4  | 3  | 3  | 2  | 1  | 1  | 1  | 2  | 1  | 1  | 1  | 1  | 1  | 1  | 1  | 1  | 1  | 1  |
| Barcelona               | 1  | 1  | 1  | 7  | 8  | 6  | 8  | 9  | 6  | 5  | 3  | 3  | 2  | 1  | 1  | 4  | 4  | 5  | 4  | 5  | 4  | 5  | 5  | 5  | 4  | 3  | 2  | 3  | 3  | 2  |
| Universidad Católica    | 6  | 4  | 10 | 6  | 3  | 3  | 4  | 3  | 4  | 2  | 2  | 2  | 1  | 4  | 4  | 3  | 2  | 2  | 2  | 1  | 2  | 2  | 2  | 3  | 3  | 2  | 3  | 2  | 2  | 3  |
| Delfín                  | 2  | 8  | 6  | 3  | 4  | 7  | 5  | 4  | 2  | 4  | 5  | 5  | 5  | 5  | 5  | 5  | 5  | 4  | 5  | 4  | 3  | 4  | 4  | 4  | 6  | 5  | 4  | 5  | 4  | 4  |
| Independiente del Valle | 10 | 10 | 7  | 4  | 5  | 4  | 2  | 1  | 1  | 1  | 1  | 1  | 3  | 2  | 2  | 1  | 3  | 3  | 3  | 3  | 5  | 3  | 3  | 2  | 2  | 4  | 5  | 4  | 5  | 5  |
| Liga de Quito           | 4  | 3  | 3  | 1  | 6  | 8  | 9  | 10 | 9  | 8  | 6  | 6  | 6  | 6  | 7  | 6  | 7  | 6  | 7  | 7  | 8  | 8  | 7  | 7  | 7  | 7  | 7  | 6  | 7  | 6  |
| Aucas                   | 14 | 9  | 5  | 10 | 10 | 10 | 6  | 8  | 5  | 7  | 7  | 8  | 8  | 8  | 6  | 7  | 8  | 8  | 6  | 6  | 6  | 6  | 6  | 6  | 5  | 6  | 6  | 7  | 6  | 7  |
| Emelec                  | 3  | 7  | 12 | 9  | 9  | 9  | 10 | 7  | 10 | 10 | 9  | 9  | 11 | 10 | 9  | 8  | 6  | 7  | 8  | 8  | 10 | 10 | 10 | 9  | 8  | 9  | 8  | 8  | 8  | 8  |
| El Nacional             | 16 | 16 | 16 | 13 | 13 | 13 | 13 | 13 | 14 | 13 | 12 | 10 | 9  | 9  | 11 | 9  | 9  | 11 | 9  | 9  | 7  | 7  | 8  | 8  | 9  | 8  | 9  | 9  | 9  | 9  |
| Deportivo Cuenca        | 5  | 2  | 2  | 2  | 2  | 2  | 3  | 6  | 8  | 9  | 10 | 11 | 10 | 11 | 10 | 11 | 10 | 10 | 11 | 11 | 9  | 9  | 9  | 10 | 10 | 10 | 10 | 10 | 10 | 10 |
| Olmedo                  | 11 | 11 | 4  | 8  | 7  | 5  | 7  | 5  | 7  | 6  | 8  | 7  | 7  | 7  | 8  | 10 | 11 | 9  | 10 | 10 | 11 | 11 | 12 | 12 | 13 | 13 | 13 | 13 | 11 | 11 |
| Guayaquil City          | 9  | 6  | 9  | 12 | 12 | 11 | 11 | 12 | 11 | 12 | 11 | 12 | 12 | 12 | 12 | 13 | 13 | 13 | 13 | 12 | 12 | 13 | 11 | 11 | 11 | 11 | 11 | 11 | 12 | 12 |
| Mushuc Runa             | 7  | 5  | 11 | 11 | 11 | 12 | 12 | 11 | 12 | 11 | 13 | 13 | 13 | 13 | 13 | 12 | 12 | 12 | 12 | 13 | 13 | 12 | 13 | 13 | 12 | 12 | 12 | 12 | 13 | 13 |
| Técnico Universitario   | 12 | 14 | 15 | 15 | 16 | 16 | 15 | 14 | 13 | 14 | 14 | 14 | 14 | 14 | 14 | 14 | 14 | 14 | 14 | 14 | 14 | 14 | 14 | 15 | 14 | 14 | 14 | 14 | 14 | 14 |
| América de Quito        | 13 | 15 | 14 | 16 | 15 | 15 | 16 | 16 | 16 | 15 | 15 | 16 | 16 | 16 | 16 | 16 | 16 | 16 | 15 | 15 | 15 | 15 | 15 | 14 | 15 | 15 | 15 | 15 | 15 | 15 |
| Fuerza Amarilla         | 15 | 12 | 13 | 14 | 14 | 14 | 14 | 15 | 15 | 16 | 16 | 15 | 15 | 15 | 15 | 15 | 15 | 15 | 16 | 16 | 16 | 16 | 16 | 16 | 16 | 16 | 16 | 16 | 16 | 16 |

| 1. |

## Resultados
- Los horarios corresponden al huso horario de Ecuador: (UTC-5).

### Primera vuelta
| Guayaquil City        | 1 - 1 Archivado el 13 de febrero de 2019 en Wayback Machine. | Macará                  | Christian Benítez          | 8 de febrero  | 20:00 | Gol TV |
| Fuerza Amarilla       | 0 - 2 Archivado el 13 de febrero de 2019 en Wayback Machine. | Delfín                  | 9 de Mayo                  | 9 de febrero  | 15:00 | Gol TV |
| Liga de Quito         | 3 - 2 Archivado el 13 de febrero de 2019 en Wayback Machine. | Olmedo                  | Rodrigo Paz Delgado        | 9 de febrero  | 17:15 | Gol TV |
| Barcelona             | 5 - 2 Archivado el 13 de febrero de 2019 en Wayback Machine. | El Nacional             | Monumental Banco Pichincha | 9 de febrero  | 19:30 | Gol TV |
| Deportivo Cuenca      | 3 - 2 Archivado el 13 de febrero de 2019 en Wayback Machine. | Independiente del Valle | Alejandro Serrano Aguilar  | 10 de febrero | 14:00 | Gol TV |
| Aucas                 | 0 - 2 Archivado el 13 de febrero de 2019 en Wayback Machine. | Emelec                  | Gonzalo Pozo Ripalda       | 10 de febrero | 16:05 | Gol TV |
| Técnico Universitario | 1 - 2 Archivado el 13 de febrero de 2019 en Wayback Machine. | Universidad Católica    | Bellavista                 | 10 de febrero | 18:05 | Gol TV |
| América de Quito      | 0 - 1 Archivado el 13 de febrero de 2019 en Wayback Machine. | Mushuc Runa             | Olímpico Atahualpa         | 11 de febrero | 19:15 | Gol TV |

| El Nacional             | 1 - 3 Archivado el 19 de febrero de 2019 en Wayback Machine. | Aucas                 | Olímpico Atahualpa         | 15 de febrero | 19:15 | Gol TV |
| Olmedo                  | 1 - 0 Archivado el 19 de febrero de 2019 en Wayback Machine. | América de Quito      | Olímpico de Riobamba       | 16 de febrero | 15:00 | Gol TV |
| Universidad Católica    | 0 - 0 Archivado el 19 de febrero de 2019 en Wayback Machine. | Liga de Quito         | Olímpico Atahualpa         | 16 de febrero | 17:15 | Gol TV |
| Macará                  | 0 - 0 Archivado el 19 de febrero de 2019 en Wayback Machine. | Barcelona             | Bellavista                 | 16 de febrero | 19:30 | Gol TV |
| Mushuc Runa             | 1 - 1 Archivado el 19 de febrero de 2019 en Wayback Machine. | Deportivo Cuenca      | Mushuc Runa COAC           | 17 de febrero | 14:00 | Gol TV |
| Emelec                  | 1 - 2 Archivado el 19 de febrero de 2019 en Wayback Machine. | Fuerza Amarilla       | Banco del Pacífico-Capwell | 17 de febrero | 16:15 | Gol TV |
| Delfín                  | 0 - 1 Archivado el 19 de febrero de 2019 en Wayback Machine. | Guayaquil City        | Jocay                      | 17 de febrero | 18:30 | Gol TV |
| Independiente del Valle | 1 - 0 Archivado el 19 de febrero de 2019 en Wayback Machine. | Técnico Universitario | General Rumiñahui          | 18 de febrero | 19:15 | Gol TV |

| Deportivo Cuenca      | 1 - 0 Archivado el 26 de febrero de 2019 en Wayback Machine. | Emelec                  | Alejandro Serrano Aguilar  | 22 de febrero | 19:15 | Gol TV |
| Fuerza Amarilla       | 1 - 4 Archivado el 26 de febrero de 2019 en Wayback Machine. | Olmedo                  | 9 de Mayo                  | 23 de febrero | 15:00 | Gol TV |
| América de Quito      | 0 - 1 Archivado el 26 de febrero de 2019 en Wayback Machine. | Liga de Quito           | Olímpico Atahualpa         | 23 de febrero | 17:15 | Gol TV |
| Técnico Universitario | 0 - 2 Archivado el 26 de febrero de 2019 en Wayback Machine. | Macará                  | Bellavista                 | 23 de febrero | 19:30 | Gol TV |
| Aucas                 | 3 - 1 Archivado el 26 de febrero de 2019 en Wayback Machine. | Universidad Católica    | Gonzalo Pozo Ripalda       | 24 de febrero | 14:00 | Gol TV |
| Barcelona             | 2 - 0 Archivado el 26 de febrero de 2019 en Wayback Machine. | Mushuc Runa             | Monumental Banco Pichincha | 24 de febrero | 16:15 | Gol TV |
| El Nacional           | 0 - 1 Archivado el 26 de febrero de 2019 en Wayback Machine. | Delfín                  | Olímpico Atahualpa         | 24 de febrero | 18:30 | Gol TV |
| Guayaquil City        | 0 - 1 Archivado el 26 de febrero de 2019 en Wayback Machine. | Independiente del Valle | Christian Benítez          | 25 de febrero | 19:15 | Gol TV |

| Deportivo Cuenca        | 2 - 0 Archivado el 6 de marzo de 2019 en Wayback Machine. | América de Quito      | Alejandro Serrano Aguilar  | 1 de marzo | 19:15 | Gol TV |
| Delfín                  | 4 - 2 Archivado el 6 de marzo de 2019 en Wayback Machine. | Aucas                 | Jocay                      | 2 de marzo | 15:00 | Gol TV |
| Liga de Quito           | 4 - 0 Archivado el 6 de marzo de 2019 en Wayback Machine. | Guayaquil City        | Rodrigo Paz Delgado        | 2 de marzo | 17:30 | Gol TV |
| Emelec                  | 1 - 0 Archivado el 6 de marzo de 2019 en Wayback Machine. | Técnico Universitario | Banco del Pacífico-Capwell | 2 de marzo | 20:00 | Gol TV |
| Mushuc Runa             | 0 - 1 Archivado el 6 de marzo de 2019 en Wayback Machine. | El Nacional           | Mushuc Runa COAC           | 3 de marzo | 14:00 | Gol TV |
| Independiente del Valle | 3 - 0 Archivado el 6 de marzo de 2019 en Wayback Machine. | Barcelona             | General Rumiñahui          | 3 de marzo | 16:15 | Gol TV |
| Olmedo                  | 0 - 2 Archivado el 6 de marzo de 2019 en Wayback Machine. | Macará                | Olímpico de Riobamba       | 3 de marzo | 18:30 | Gol TV |
| Universidad Católica    | 6 - 0 Archivado el 6 de marzo de 2019 en Wayback Machine. | Fuerza Amarilla       | Olímpico Atahualpa         | 4 de marzo | 19:15 | Gol TV |

| Técnico Universitario   | 0 - 3 Archivado el 14 de marzo de 2019 en Wayback Machine. | Olmedo               | Bellavista                 | 8 de marzo  | 19:15 | Gol TV |
| Aucas                   | 1 - 1 Archivado el 14 de marzo de 2019 en Wayback Machine. | Mushuc Runa          | Gonzalo Pozo Ripalda       | 9 de marzo  | 15:00 | Gol TV |
| Macará                  | 3 - 0 Archivado el 14 de marzo de 2019 en Wayback Machine. | Liga de Quito        | Bellavista                 | 9 de marzo  | 17:15 | Gol TV |
| Guayaquil City          | 1 - 1 Archivado el 14 de marzo de 2019 en Wayback Machine. | Fuerza Amarilla      | Christian Benítez          | 9 de marzo  | 19:30 | Gol TV |
| Independiente del Valle | 0 - 0 Archivado el 14 de marzo de 2019 en Wayback Machine. | América de Quito     | General Rumiñahui          | 10 de marzo | 14:00 | Gol TV |
| Barcelona               | 1 - 2 Archivado el 14 de marzo de 2019 en Wayback Machine. | Universidad Católica | Monumental Banco Pichincha | 10 de marzo | 16:15 | Gol TV |
| Delfín                  | 0 - 0 Archivado el 14 de marzo de 2019 en Wayback Machine. | Emelec               | Jocay                      | 10 de marzo | 18:30 | Gol TV |
| El Nacional             | 1 - 1 Archivado el 14 de marzo de 2019 en Wayback Machine. | Deportivo Cuenca     | Olímpico Atahualpa         | 11 de marzo | 19:15 | Gol TV |

| Mushuc Runa          | 0 - 2 Archivado el 18 de marzo de 2019 en Wayback Machine. | Independiente del Valle | Mushuc Runa COAC           | 15 de marzo | 15:00 | Gol TV |
| Olmedo               | 1 - 1 Archivado el 19 de marzo de 2019 en Wayback Machine. | Guayaquil City          | Olímpico de Riobamba       | 16 de marzo | 15:00 | Gol TV |
| Universidad Católica | 2 - 1 Archivado el 19 de marzo de 2019 en Wayback Machine. | Delfín                  | Olímpico Atahualpa         | 16 de marzo | 17:15 | Gol TV |
| América de Quito     | 0 - 1 Archivado el 19 de marzo de 2019 en Wayback Machine. | Macará                  | Olímpico Atahualpa         | 16 de marzo | 19:30 | Gol TV |
| Liga de Quito        | 0 - 1 Archivado el 19 de marzo de 2019 en Wayback Machine. | Aucas                   | Rodrigo Paz Delgado        | 17 de marzo | 12:00 | Gol TV |
| Fuerza Amarilla      | 0 - 3 Archivado el 26 de marzo de 2019 en Wayback Machine. | Barcelona               | 9 de Mayo                  | 17 de marzo | 15:00 | Gol TV |
| Emelec               | 2 - 1 Archivado el 26 de marzo de 2019 en Wayback Machine. | El Nacional             | Banco del Pacífico-Capwell | 17 de marzo | 17:30 | Gol TV |
| Deportivo Cuenca     | 4 - 3 Archivado el 26 de marzo de 2019 en Wayback Machine. | Técnico Universitario   | Alejandro Serrano Aguilar  | 18 de marzo | 20:00 | Gol TV |

| Aucas                   | 1 - 0 Archivado el 1 de abril de 2019 en Wayback Machine. | Deportivo Cuenca     | Gonzalo Pozo Ripalda       | 30 de marzo | 13:00 | Gol TV |
| Macará                  | 1 - 0 Archivado el 1 de abril de 2019 en Wayback Machine. | Universidad Católica | Bellavista                 | 30 de marzo | 15:10 | Gol TV |
| Barcelona               | 1 - 1 Archivado el 1 de abril de 2019 en Wayback Machine. | Liga de Quito        | Monumental Banco Pichincha | 30 de marzo | 17:30 | Gol TV |
| Independiente del Valle | 1 - 0 Archivado el 1 de abril de 2019 en Wayback Machine. | Emelec               | General Rumiñahui          | 30 de marzo | 20:00 | Gol TV |
| El Nacional             | 1 - 1 Archivado el 1 de abril de 2019 en Wayback Machine. | Olmedo               | Olímpico Atahualpa         | 31 de marzo | 13:00 | Gol TV |
| Delfín                  | 1 - 0 Archivado el 1 de abril de 2019 en Wayback Machine. | Mushuc Runa          | Jocay                      | 31 de marzo | 15:10 | Gol TV |
| Técnico Universitario   | 2 - 1 Archivado el 1 de abril de 2019 en Wayback Machine. | Fuerza Amarilla      | Bellavista                 | 31 de marzo | 17:30 | Gol TV |
| Guayaquil City          | 1 - 1 Archivado el 2 de abril de 2019 en Wayback Machine. | América de Quito     | Christian Benítez          | 1 de abril  | 19:15 | Gol TV |

| Liga de Quito        | 0 - 0 Archivado el 8 de abril de 2019 en Wayback Machine. | Técnico Universitario   | Rodrigo Paz Delgado        | 5 de abril | 19:15 | Gol TV |
| Mushuc Runa          | 3 - 2 Archivado el 9 de abril de 2019 en Wayback Machine. | Guayaquil City          | Mushuc Runa COAC           | 6 de abril | 15:00 | Gol TV |
| Deportivo Cuenca     | 2 - 3 Archivado el 7 de abril de 2019 en Wayback Machine. | Delfín                  | Alejandro Serrano Aguilar  | 6 de abril | 17:30 | Gol TV |
| América de Quito     | 2 - 2 Archivado el 9 de abril de 2019 en Wayback Machine. | Barcelona               | Olímpico Atahualpa         | 6 de abril | 20:00 | Gol TV |
| Fuerza Amarilla      | 0 - 1 Archivado el 8 de abril de 2019 en Wayback Machine. | Independiente del Valle | 9 de Mayo                  | 7 de abril | 14:00 | Gol TV |
| Emelec               | 1 - 0 Archivado el 8 de abril de 2019 en Wayback Machine. | Macará                  | Banco del Pacífico-Capwell | 7 de abril | 16:15 | Gol TV |
| Universidad Católica | 3 - 1 Archivado el 8 de abril de 2019 en Wayback Machine. | El Nacional             | Olímpico Atahualpa         | 7 de abril | 18:30 | Gol TV |
| Olmedo               | 2 - 1 Archivado el 9 de abril de 2019 en Wayback Machine. | Aucas                   | Olímpico de Riobamba       | 8 de abril | 19:15 | Gol TV |

| Barcelona               | 6 - 2 Archivado el 16 de abril de 2019 en Wayback Machine. | Deportivo Cuenca     | Monumental Banco Pichincha | 12 de abril | 19:15 | Gol TV |
| Macará                  | 1 - 1 Archivado el 16 de abril de 2019 en Wayback Machine. | Mushuc Runa          | Bellavista                 | 13 de abril | 15:00 | Gol TV |
| Independiente del Valle | 2 - 1 Archivado el 16 de abril de 2019 en Wayback Machine. | Universidad Católica | General Rumiñahui          | 13 de abril | 17:15 | Gol TV |
| Delfín                  | 4 - 0 Archivado el 16 de abril de 2019 en Wayback Machine. | Olmedo               | Jocay                      | 13 de abril | 19:30 | Gol TV |
| El Nacional             | 2 - 2 Archivado el 16 de abril de 2019 en Wayback Machine. | Liga de Quito        | Olímpico Atahualpa         | 14 de abril | 12:00 | Gol TV |
| Técnico Universitario   | 3 - 2 Archivado el 16 de abril de 2019 en Wayback Machine. | América de Quito     | Bellavista                 | 14 de abril | 14:15 | Gol TV |
| Guayaquil City          | 1 - 0 Archivado el 16 de abril de 2019 en Wayback Machine. | Emelec               | Christian Benítez          | 14 de abril | 17:00 | Gol TV |
| Aucas                   | 2 - 1 Archivado el 16 de abril de 2019 en Wayback Machine. | Fuerza Amarilla      | Gonzalo Pozo Ripalda       | 15 de abril | 19:15 | Gol TV |

| Olmedo                | 2 - 1 Archivado el 22 de abril de 2019 en Wayback Machine. | Deportivo Cuenca        | Olímpico de Riobamba       | 19 de abril | 19:15 | Gol TV |
| América de Quito      | 1 - 1 Archivado el 22 de abril de 2019 en Wayback Machine. | Aucas                   | Olímpico Atahualpa         | 20 de abril | 12:00 | Gol TV |
| Universidad Católica  | 1 - 0 Archivado el 22 de abril de 2019 en Wayback Machine. | Guayaquil City          | Olímpico Atahualpa         | 20 de abril | 14:15 | Gol TV |
| Liga de Quito         | 2 - 1 Archivado el 22 de abril de 2019 en Wayback Machine. | Emelec                  | Rodrigo Paz Delgado        | 20 de abril | 17:00 | Gol TV |
| Fuerza Amarilla       | 1 - 2 Archivado el 22 de abril de 2019 en Wayback Machine. | Mushuc Runa             | 9 de Mayo                  | 21 de abril | 14:00 | Gol TV |
| Barcelona             | 3 - 1 Archivado el 22 de abril de 2019 en Wayback Machine. | Delfín                  | Monumental Banco Pichincha | 21 de abril | 16:15 | Gol TV |
| Macará                | 1 - 1 Archivado el 22 de abril de 2019 en Wayback Machine. | Independiente del Valle | Bellavista                 | 21 de abril | 18:30 | Gol TV |
| Técnico Universitario | 0 - 2 Archivado el 24 de abril de 2019 en Wayback Machine. | El Nacional             | Bellavista                 | 22 de abril | 19:15 | Gol TV |

| Deportivo Cuenca        | 1 - 2 Archivado el 28 de abril de 2019 en Wayback Machine. | Universidad Católica  | Alejandro Serrano Aguilar  | 26 de abril | 20:00 | Gol TV |
| El Nacional             | 3 - 0 Archivado el 28 de abril de 2019 en Wayback Machine. | Fuerza Amarilla       | Olímpico Atahualpa         | 27 de abril | 14:00 | Gol TV |
| Independiente del Valle | 2 - 1 Archivado el 28 de abril de 2019 en Wayback Machine. | Olmedo                | General Rumiñahui          | 27 de abril | 16:15 | Gol TV |
| Aucas                   | 3 - 4 Archivado el 28 de abril de 2019 en Wayback Machine. | Barcelona             | Gonzalo Pozo Ripalda       | 27 de abril | 18:30 | Gol TV |
| Mushuc Runa             | 0 - 4 Archivado el 3 de mayo de 2019 en Wayback Machine.   | Liga de Quito         | Bellavista                 | 28 de abril | 14:00 | Gol TV |
| Guayaquil City          | 3 - 1 Archivado el 3 de mayo de 2019 en Wayback Machine.   | Técnico Universitario | Christian Benítez          | 28 de abril | 16:15 | Gol TV |
| Emelec                  | 3 - 0 Archivado el 2 de mayo de 2019 en Wayback Machine.   | América de Quito      | Banco del Pacífico-Capwell | 28 de abril | 18:30 | Gol TV |
| Delfín                  | 1 - 1 Archivado el 2 de mayo de 2019 en Wayback Machine.   | Macará                | Jocay                      | 29 de abril | 19:15 | Gol TV |

| Macará                | 3 - 0 Archivado el 7 de mayo de 2019 en Wayback Machine. | Aucas                   | Bellavista                 | 3 de mayo | 19:15 | Gol TV |
| Olmedo                | 3 - 1 Archivado el 7 de mayo de 2019 en Wayback Machine. | Emelec                  | Olímpico de Riobamba       | 4 de mayo | 15:00 | Gol TV |
| Liga de Quito         | 1 - 1 Archivado el 7 de mayo de 2019 en Wayback Machine. | Independiente del Valle | Rodrigo Paz Delgado        | 4 de mayo | 17:15 | Gol TV |
| Universidad Católica  | 1 - 0 Archivado el 7 de mayo de 2019 en Wayback Machine. | Mushuc Runa             | Olímpico Atahualpa         | 4 de mayo | 19:30 | Gol TV |
| Fuerza Amarilla       | 2 - 2 Archivado el 7 de mayo de 2019 en Wayback Machine. | Deportivo Cuenca        | 9 de Mayo                  | 5 de mayo | 12:30 | Gol TV |
| Técnico Universitario | 1 - 2 Archivado el 7 de mayo de 2019 en Wayback Machine. | Delfín                  | Bellavista                 | 5 de mayo | 15:00 | Gol TV |
| Barcelona             | 1 - 0 Archivado el 7 de mayo de 2019 en Wayback Machine. | Guayaquil City          | Monumental Banco Pichincha | 5 de mayo | 18:00 | Gol TV |
| América de Quito      | 1 - 3 Archivado el 7 de mayo de 2019 en Wayback Machine. | El Nacional             | Olímpico Atahualpa         | 6 de mayo | 19:15 | Gol TV |

| Deportivo Cuenca     | 1 - 2 Archivado el 14 de mayo de 2019 en Wayback Machine. | Macará                  | Alejandro Serrano Aguilar  | 10 de mayo | 20:00 | Gol TV |
| Fuerza Amarilla      | 3 - 0 Archivado el 15 de mayo de 2019 en Wayback Machine. | América de Quito        | 9 de Mayo                  | 11 de mayo | 15:00 | Gol TV |
| Aucas                | 2 - 1 Archivado el 15 de mayo de 2019 en Wayback Machine. | Independiente del Valle | Gonzalo Pozo Ripalda       | 11 de mayo | 17:15 | Gol TV |
| El Nacional          | 2 - 1 Archivado el 15 de mayo de 2019 en Wayback Machine. | Guayaquil City          | Olímpico Atahualpa         | 11 de mayo | 19:30 | Gol TV |
| Mushuc Runa          | 3 - 4 Archivado el 15 de mayo de 2019 en Wayback Machine. | Técnico Universitario   | Mushuc Runa COAC           | 12 de mayo | 13:00 | Gol TV |
| Delfín               | 2 - 1 Archivado el 16 de mayo de 2019 en Wayback Machine. | Liga de Quito           | Jocay                      | 12 de mayo | 15:15 | Gol TV |
| Emelec               | 0 - 1 Archivado el 16 de mayo de 2019 en Wayback Machine. | Barcelona               | Banco del Pacífico-Capwell | 12 de mayo | 18:00 | Gol TV |
| Universidad Católica | 2 - 0 Archivado el 16 de mayo de 2019 en Wayback Machine. | Olmedo                  | Olímpico Atahualpa         | 13 de mayo | 19:15 | Gol TV |

| Independiente del Valle | 1 - 0 Archivado el 20 de mayo de 2019 en Wayback Machine. | El Nacional          | General Rumiñahui          | 17 de mayo | 19:15 | Gol TV |
| Macará                  | 5 - 1 Archivado el 20 de mayo de 2019 en Wayback Machine. | Fuerza Amarilla      | Bellavista                 | 18 de mayo | 14:00 | Gol TV |
| Emelec                  | 1 - 0 Archivado el 21 de mayo de 2019 en Wayback Machine. | Universidad Católica | Banco del Pacífico-Capwell | 18 de mayo | 16:15 | Gol TV |
| Liga de Quito           | 2 - 2 Archivado el 20 de mayo de 2019 en Wayback Machine. | Deportivo Cuenca     | Rodrigo Paz Delgado        | 18 de mayo | 18:30 | Gol TV |
| América de Quito        | 1 - 1 Archivado el 25 de mayo de 2019 en Wayback Machine. | Delfín               | Olímpico Atahualpa         | 19 de mayo | 14:00 | Gol TV |
| Técnico Universitario   | 0 - 3 Archivado el 24 de mayo de 2019 en Wayback Machine. | Barcelona            | Bellavista                 | 19 de mayo | 16:15 | Gol TV |
| Olmedo                  | 1 - 1 Archivado el 26 de mayo de 2019 en Wayback Machine. | Mushuc Runa          | Olímpico de Riobamba       | 19 de mayo | 18:30 | Gol TV |
| Guayaquil City          | 1 - 1 Archivado el 26 de mayo de 2019 en Wayback Machine. | Aucas                | Christian Benítez          | 20 de mayo | 19:15 | Gol TV |

| Universidad Católica | 1 - 0 Archivado el 30 de mayo de 2019 en Wayback Machine. | América de Quito        | Olímpico Atahualpa         | 24 de mayo | 17:00 | Gol TV |
| Barcelona            | 2 - 0 Archivado el 30 de mayo de 2019 en Wayback Machine. | Olmedo                  | Monumental Banco Pichincha | 24 de mayo | 19:30 | Gol TV |
| Fuerza Amarilla      | 1 - 1 Archivado el 30 de mayo de 2019 en Wayback Machine. | Liga de Quito           | 9 de Mayo                  | 25 de mayo | 15:00 | Gol TV |
| El Nacional          | 1 - 2 Archivado el 1 de junio de 2019 en Wayback Machine. | Macará                  | Olímpico Atahualpa         | 25 de mayo | 17:15 | Gol TV |
| Deportivo Cuenca     | 2 - 0 Archivado el 3 de junio de 2019 en Wayback Machine. | Guayaquil City          | Alejandro Serrano Aguilar  | 25 de mayo | 19:30 | Gol TV |
| Aucas                | 1 - 0 Archivado el 2 de junio de 2019 en Wayback Machine. | Técnico Universitario   | Gonzalo Pozo Ripalda       | 26 de mayo | 12:00 | Gol TV |
| Mushuc Runa          | 0 - 2 Archivado el 6 de junio de 2019 en Wayback Machine. | Emelec                  | Bellavista                 | 26 de mayo | 14:15 | Gol TV |
| Delfín               | 0 - 1 Archivado el 1 de junio de 2019 en Wayback Machine. | Independiente del Valle | Jocay                      | 26 de mayo | 16:30 | Gol TV |

### Segunda vuelta
| Independiente del Valle | 2 - 0 Archivado el 16 de julio de 2019 en Wayback Machine. | Deportivo Cuenca      | General Rumiñahui          | 4 de julio | 19:15 | Gol TV |
| Universidad Católica    | 6 - 2 Archivado el 16 de julio de 2019 en Wayback Machine. | Técnico Universitario | Olímpico Atahualpa         | 5 de julio | 19:15 | Gol TV |
| Mushuc Runa             | 2 - 1 Archivado el 16 de julio de 2019 en Wayback Machine. | América de Quito      | Mushuc Runa COAC           | 6 de julio | 11:30 | Gol TV |
| Olmedo                  | 0 - 2 Archivado el 17 de julio de 2019 en Wayback Machine. | Liga de Quito         | Olímpico de Riobamba       | 6 de julio | 17:00 | Gol TV |
| El Nacional             | 1 - 0 Archivado el 16 de julio de 2019 en Wayback Machine. | Barcelona             | Olímpico Atahualpa         | 6 de julio | 19:15 | Gol TV |
| Delfín                  | 1 - 0 Archivado el 16 de julio de 2019 en Wayback Machine. | Fuerza Amarilla       | Jocay                      | 7 de julio | 12:00 | Gol TV |
| Emelec                  | 2 - 1 Archivado el 16 de julio de 2019 en Wayback Machine. | Aucas                 | Banco del Pacífico-Capwell | 7 de julio | 18:00 | Gol TV |
| Macará                  | 2 - 0 Archivado el 16 de julio de 2019 en Wayback Machine. | Guayaquil City        | Bellavista                 | 8 de julio | 19:15 | Gol TV |

| Deportivo Cuenca      | 3 - 1 Archivado el 16 de julio de 2019 en Wayback Machine. | Mushuc Runa             | Alejandro Serrano Aguilar  | 12 de julio | 20:00 | Gol TV |
| Fuerza Amarilla       | 1 - 4 Archivado el 16 de julio de 2019 en Wayback Machine. | Emelec                  | 9 de Mayo                  | 13 de julio | 15:00 | Gol TV |
| Liga de Quito         | 1 - 5 Archivado el 16 de julio de 2019 en Wayback Machine. | Universidad Católica    | Rodrigo Paz Delgado        | 13 de julio | 18:00 | Gol TV |
| Técnico Universitario | 1 - 1 Archivado el 16 de julio de 2019 en Wayback Machine. | Independiente del Valle | Bellavista                 | 13 de julio | 20:10 | Gol TV |
| Aucas                 | 0 - 0 Archivado el 16 de julio de 2019 en Wayback Machine. | El Nacional             | Gonzalo Pozo Ripalda       | 14 de julio | 12:00 | Gol TV |
| Barcelona             | 1 - 2 Archivado el 16 de julio de 2019 en Wayback Machine. | Macará                  | Monumental Banco Pichincha | 14 de julio | 16:15 | Gol TV |
| Guayaquil City        | 1 - 3 Archivado el 16 de julio de 2019 en Wayback Machine. | Delfín                  | Christian Benítez          | 14 de julio | 18:30 | Gol TV |
| América de Quito      | 1 - 1 Archivado el 18 de julio de 2019 en Wayback Machine. | Olmedo                  | Olímpico Atahualpa         | 15 de julio | 19:15 | Gol TV |

| Liga de Quito           | 1 - 0 Archivado el 23 de julio de 2019 en Wayback Machine. | América de Quito      | Rodrigo Paz Delgado        | 18 de julio | 19:15 | Gol TV |
| Emelec                  | 0 - 1 Archivado el 23 de julio de 2019 en Wayback Machine. | Deportivo Cuenca      | Banco del Pacífico-Capwell | 19 de julio | 20:00 | Gol TV |
| Delfín                  | 1 - 1 Archivado el 23 de julio de 2019 en Wayback Machine. | El Nacional           | Jocay                      | 20 de julio | 14:00 | Gol TV |
| Olmedo                  | 1 - 0 Archivado el 23 de julio de 2019 en Wayback Machine. | Fuerza Amarilla       | Olímpico de Riobamba       | 20 de julio | 16:15 | Gol TV |
| Universidad Católica    | 1 - 1 Archivado el 23 de julio de 2019 en Wayback Machine. | Aucas                 | Olímpico Atahualpa         | 20 de julio | 18:30 | Gol TV |
| Mushuc Runa             | 5 - 1 Archivado el 23 de julio de 2019 en Wayback Machine. | Barcelona             | Bellavista                 | 21 de julio | 14:00 | Gol TV |
| Independiente del Valle | 2 - 2 Archivado el 23 de julio de 2019 en Wayback Machine. | Guayaquil City        | General Rumiñahui          | 21 de julio | 16:15 | Gol TV |
| Macará                  | 2 - 0 Archivado el 27 de julio de 2019 en Wayback Machine. | Técnico Universitario | Bellavista                 | 22 de julio | 19:15 | Gol TV |

| Guayaquil City        | 1 - 0 Archivado el 31 de julio de 2019 en Wayback Machine. | Liga de Quito           | Christian Benítez          | 26 de julio | 19:15     | Gol TV    |
| Aucas                 | 4 - 2 Archivado el 31 de julio de 2019 en Wayback Machine. | Delfín                  | Gonzalo Pozo Ripalda       | 27 de julio | 15:00     | Gol TV    |
| El Nacional           | 2 - 0 Archivado el 31 de julio de 2019 en Wayback Machine. | Mushuc Runa             | Olímpico Atahualpa         | 27 de julio | 17:15     | Gol TV    |
| Técnico Universitario | 2 - 2 Archivado el 31 de julio de 2019 en Wayback Machine. | Emelec                  | Bellavista                 | 27 de julio | 19:30     | Gol TV    |
| Fuerza Amarilla       | 1 - 2 Archivado el 31 de julio de 2019 en Wayback Machine. | Universidad Católica    | 9 de Mayo                  | 28 de julio | 14:00     | Gol TV    |
| Barcelona             | 4 - 1 Archivado el 31 de julio de 2019 en Wayback Machine. | Independiente del Valle | Monumental Banco Pichincha | 28 de julio | 16:15     | Gol TV    |
| Macará                | 1 - 1 Archivado el 31 de julio de 2019 en Wayback Machine. | Olmedo                  | Bellavista                 | 28 de julio | 18:30     | Gol TV    |
| América de Quito      | 3 - 0 Archivado el 1 de agosto de 2019 en Wayback Machine. | Deportivo Cuenca        | Cancelado                  | Cancelado   | Cancelado | Cancelado |

| Deportivo Cuenca     | 2 - 2 Archivado el 10 de agosto de 2019 en Wayback Machine. | El Nacional             | Alejandro Serrano Aguilar   | 2 de agosto | 20:00 | Gol TV |
| América de Quito     | 1 - 1 Archivado el 10 de agosto de 2019 en Wayback Machine. | Independiente del Valle | Olímpico Guillermo Albornoz | 3 de agosto | 11:00 | Gol TV |
| Mushuc Runa          | 1 - 2 Archivado el 10 de agosto de 2019 en Wayback Machine. | Aucas                   | Bellavista                  | 3 de agosto | 13:15 | Gol TV |
| Fuerza Amarilla      | 0 - 1 Archivado el 10 de agosto de 2019 en Wayback Machine. | Guayaquil City          | 9 de Mayo                   | 3 de agosto | 15:30 | Gol TV |
| Liga de Quito        | 1 - 1 Archivado el 10 de agosto de 2019 en Wayback Machine. | Macará                  | Rodrigo Paz Delgado         | 4 de agosto | 14:00 | Gol TV |
| Universidad Católica | 2 - 1 Archivado el 10 de agosto de 2019 en Wayback Machine. | Barcelona               | Olímpico Atahualpa          | 4 de agosto | 16:15 | Gol TV |
| Emelec               | 0 - 1 Archivado el 10 de agosto de 2019 en Wayback Machine. | Delfín                  | Banco del Pacífico-Capwell  | 4 de agosto | 18:30 | Gol TV |
| Olmedo               | 0 - 2 Archivado el 10 de agosto de 2019 en Wayback Machine. | Técnico Universitario   | Olímpico de Riobamba        | 5 de agosto | 19:15 | Gol TV |

| Macará                  | 1 - 0 Archivado el 21 de agosto de 2019 en Wayback Machine. | América de Quito     | Bellavista                 | 9 de agosto  | 19:15 | Gol TV |
| Independiente del Valle | 2 - 3 Archivado el 21 de agosto de 2019 en Wayback Machine. | Mushuc Runa          | General Rumiñahui          | 10 de agosto | 12:15 | Gol TV |
| Delfín                  | 2 - 1 Archivado el 21 de agosto de 2019 en Wayback Machine. | Universidad Católica | Jocay                      | 10 de agosto | 14:30 | Gol TV |
| Guayaquil City          | 3 - 0 Archivado el 21 de agosto de 2019 en Wayback Machine. | Olmedo               | Christian Benítez          | 10 de agosto | 17:00 | Gol TV |
| Aucas                   | 2 - 1 Archivado el 21 de agosto de 2019 en Wayback Machine. | Liga de Quito        | Gonzalo Pozo Ripalda       | 11 de agosto | 12:00 | Gol TV |
| Técnico Universitario   | 1 - 2 Archivado el 21 de agosto de 2019 en Wayback Machine. | Deportivo Cuenca     | Bellavista                 | 11 de agosto | 14:30 | Gol TV |
| El Nacional             | 1 - 0 Archivado el 21 de agosto de 2019 en Wayback Machine. | Emelec               | Olímpico Atahualpa         | 11 de agosto | 17:00 | Gol TV |
| Barcelona               | 2 - 1 Archivado el 21 de agosto de 2019 en Wayback Machine. | Fuerza Amarilla      | Monumental Banco Pichincha | 12 de agosto | 19:30 | Gol TV |

| Liga de Quito        | 2 - 0 Archivado el 25 de agosto de 2019 en Wayback Machine. | Barcelona               | Rodrigo Paz Delgado        | 16 de agosto | 19:15 | Gol TV |
| Mushuc Runa          | 2 - 0 Archivado el 22 de agosto de 2019 en Wayback Machine. | Delfín                  | Bellavista                 | 17 de agosto | 15:00 | Gol TV |
| América de Quito     | 3 - 0 Archivado el 25 de agosto de 2019 en Wayback Machine. | Guayaquil City          | Olímpico Atahualpa         | 17 de agosto | 17:15 | Gol TV |
| Deportivo Cuenca     | 1 - 2 Archivado el 22 de agosto de 2019 en Wayback Machine. | Aucas                   | Alejandro Serrano Aguilar  | 17 de agosto | 19:30 | Gol TV |
| Olmedo               | 0 - 2 Archivado el 22 de agosto de 2019 en Wayback Machine. | El Nacional             | Olímpico de Riobamba       | 18 de agosto | 13:00 | Gol TV |
| Fuerza Amarilla      | 2 - 2 Archivado el 25 de agosto de 2019 en Wayback Machine. | Técnico Universitario   | 9 de Mayo                  | 18 de agosto | 15:15 | Gol TV |
| Emelec               | 1 - 3 Archivado el 25 de agosto de 2019 en Wayback Machine. | Independiente del Valle | Banco del Pacífico-Capwell | 18 de agosto | 17:30 | Gol TV |
| Universidad Católica | 1 - 3 Archivado el 25 de agosto de 2019 en Wayback Machine. | Macará                  | Olímpico Atahualpa         | 19 de agosto | 19:15 | Gol TV |

| Aucas                   | 1 - 0 Archivado el 2 de diciembre de 2019 en Wayback Machine.  | Olmedo               | Gonzalo Pozo Ripalda       | 23 de agosto | 19:15 | Gol TV |
| Delfín                  | 2 - 0 Archivado el 6 de noviembre de 2019 en Wayback Machine.  | Deportivo Cuenca     | Jocay                      | 24 de agosto | 15:00 | Gol TV |
| Técnico Universitario   | 0 - 2 Archivado el 13 de noviembre de 2019 en Wayback Machine. | Liga de Quito        | Bellavista                 | 24 de agosto | 17:15 | Gol TV |
| Barcelona               | 4 - 0 Archivado el 29 de octubre de 2019 en Wayback Machine.   | América de Quito     | Monumental Banco Pichincha | 24 de agosto | 19:30 | Gol TV |
| El Nacional             | 0 - 1 Archivado el 1 de diciembre de 2019 en Wayback Machine.  | Universidad Católica | Olímpico Atahualpa         | 25 de agosto | 12:15 | Gol TV |
| Guayaquil City          | 4 - 2 Archivado el 29 de octubre de 2019 en Wayback Machine.   | Mushuc Runa          | Christian Benítez          | 25 de agosto | 14:45 | Gol TV |
| Macará                  | 2 - 1 Archivado el 31 de octubre de 2019 en Wayback Machine.   | Emelec               | Bellavista                 | 25 de agosto | 17:00 | Gol TV |
| Independiente del Valle | 2 - 0 Archivado el 3 de noviembre de 2019 en Wayback Machine.  | Fuerza Amarilla      | General Rumiñahui          | 26 de agosto | 19:15 | Gol TV |

| Deportivo Cuenca     | 1 - 1 Archivado el 9 de septiembre de 2019 en Wayback Machine. | Barcelona               | Alejandro Serrano Aguilar   | 30 de agosto    | 20:00 | Gol TV |
| América de Quito     | 2 - 0 Archivado el 7 de septiembre de 2019 en Wayback Machine. | Técnico Universitario   | Olímpico Guillermo Albornoz | 31 de agosto    | 13:00 | Gol TV |
| Fuerza Amarilla      | 3 - 3 Archivado el 9 de septiembre de 2019 en Wayback Machine. | Aucas                   | 9 de Mayo                   | 31 de agosto    | 15:15 | Gol TV |
| Universidad Católica | 0 - 1 Archivado el 7 de septiembre de 2019 en Wayback Machine. | Independiente del Valle | Olímpico Atahualpa          | 31 de agosto    | 17:30 | Gol TV |
| Olmedo               | 2 - 2 Archivado el 9 de septiembre de 2019 en Wayback Machine. | Delfín                  | Olímpico de Riobamba        | 1 de septiembre | 14:00 | Gol TV |
| Emelec               | 2 - 1 Archivado el 9 de septiembre de 2019 en Wayback Machine. | Guayaquil City          | Banco del Pacífico-Capwell  | 1 de septiembre | 16:15 | Gol TV |
| Liga de Quito        | 2 - 0 Archivado el 9 de septiembre de 2019 en Wayback Machine. | El Nacional             | Rodrigo Paz Delgado         | 1 de septiembre | 18:30 | Gol TV |
| Mushuc Runa          | 1 - 1 Archivado el 7 de septiembre de 2019 en Wayback Machine. | Macará                  | Bellavista                  | 2 de septiembre | 19:15 | Gol TV |

| Independiente del Valle | 0 - 2 Archivado el 16 de septiembre de 2019 en Wayback Machine. | Macará                | Olímpico Atahualpa         | 11 de septiembre | 19:15 | Gol TV |
| Deportivo Cuenca        | 2 - 1 Archivado el 16 de septiembre de 2019 en Wayback Machine. | Olmedo                | Alejandro Serrano Aguilar  | 13 de septiembre | 20:00 | Gol TV |
| Mushuc Runa             | 3 - 0 Archivado el 16 de septiembre de 2019 en Wayback Machine. | Fuerza Amarilla       | Bellavista                 | 14 de septiembre | 13:00 | Gol TV |
| Delfín                  | 1 - 2 Archivado el 16 de septiembre de 2019 en Wayback Machine. | Barcelona             | Jocay                      | 14 de septiembre | 15:15 | Gol TV |
| Aucas                   | 3 - 0 Archivado el 16 de septiembre de 2019 en Wayback Machine. | América de Quito      | Gonzalo Pozo Ripalda       | 14 de septiembre | 17:30 | Gol TV |
| Guayaquil City          | 2 - 1 Archivado el 6 de diciembre de 2019 en Wayback Machine.   | Universidad Católica  | Christian Benítez          | 15 de septiembre | 14:00 | Gol TV |
| Emelec                  | 1 - 1 Archivado el 24 de septiembre de 2019 en Wayback Machine. | Liga de Quito         | Banco del Pacífico-Capwell | 15 de septiembre | 16:15 | Gol TV |
| El Nacional             | 1 - 2 Archivado el 24 de septiembre de 2019 en Wayback Machine. | Técnico Universitario | Olímpico Atahualpa         | 16 de septiembre | 19:15 | Gol TV |

| Técnico Universitario | 4 - 4 Archivado el 24 de septiembre de 2019 en Wayback Machine. | Guayaquil City          | Bellavista                  | 20 de septiembre | 19:15 | Gol TV |
| América de Quito      | 1 - 2 Archivado el 28 de septiembre de 2019 en Wayback Machine. | Emelec                  | Olímpico Guillermo Albornoz | 21 de septiembre | 15:15 | Gol TV |
| Macará                | 1 - 1 Archivado el 28 de septiembre de 2019 en Wayback Machine. | Delfín                  | Bellavista                  | 21 de septiembre | 17:30 | Gol TV |
| Liga de Quito         | 4 - 0 Archivado el 25 de septiembre de 2019 en Wayback Machine. | Mushuc Runa             | Rodrigo Paz Delgado         | 22 de septiembre | 12:00 | Gol TV |
| Fuerza Amarilla       | 0 - 4 Archivado el 25 de septiembre de 2019 en Wayback Machine. | El Nacional             | 9 de Mayo                   | 22 de septiembre | 14:15 | Gol TV |
| Barcelona             | 2 - 1 Archivado el 25 de septiembre de 2019 en Wayback Machine. | Aucas                   | Monumental Banco Pichincha  | 22 de septiembre | 16:30 | Gol TV |
| Universidad Católica  | 2 - 0 Archivado el 4 de octubre de 2019 en Wayback Machine.     | Deportivo Cuenca        | Olímpico Atahualpa          | 23 de septiembre | 19:15 | Gol TV |
| Olmedo                | 1 - 0 Archivado el 10 de noviembre de 2019 en Wayback Machine.  | Independiente del Valle | Olímpico de Riobamba        | 23 de octubre    | 16:00 | Gol TV |

| Deportivo Cuenca        | 3 - 0 Archivado el 4 de octubre de 2019 en Wayback Machine. | Fuerza Amarilla       | Alejandro Serrano Aguilar  | 27 de septiembre | 20:00 | Gol TV |
| Mushuc Runa             | 1 - 1 Archivado el 4 de octubre de 2019 en Wayback Machine. | Universidad Católica  | Mushuc Runa COAC           | 28 de septiembre | 13:00 | Gol TV |
| Aucas                   | 0 - 0 Archivado el 4 de octubre de 2019 en Wayback Machine. | Macará                | Gonzalo Pozo Ripalda       | 28 de septiembre | 15:15 | Gol TV |
| Guayaquil City          | 0 - 2 Archivado el 4 de octubre de 2019 en Wayback Machine. | Barcelona             | Christian Benítez          | 28 de septiembre | 18:30 | Gol TV |
| El Nacional             | 0 - 1 Archivado el 4 de octubre de 2019 en Wayback Machine. | América de Quito      | Olímpico Atahualpa         | 29 de septiembre | 12:00 | Gol TV |
| Delfín                  | 4 - 2 Archivado el 4 de octubre de 2019 en Wayback Machine. | Técnico Universitario | Jocay                      | 29 de septiembre | 14:15 | Gol TV |
| Emelec                  | 3 - 1 Archivado el 4 de octubre de 2019 en Wayback Machine. | Olmedo                | Banco del Pacífico-Capwell | 29 de septiembre | 16:30 | Gol TV |
| Independiente del Valle | 0 - 1 Archivado el 4 de octubre de 2019 en Wayback Machine. | Liga de Quito         | Olímpico Atahualpa         | 30 de septiembre | 19:30 | Gol TV |

| Olmedo                  | 0 - 0 Archivado el 10 de noviembre de 2019 en Wayback Machine. | Universidad Católica | Olímpico de Riobamba       | 18 de octubre | 19:15     | Gol TV    |
| Independiente del Valle | 4 - 0 Archivado el 7 de noviembre de 2019 en Wayback Machine.  | Aucas                | General Rumiñahui          | 19 de octubre | 13:00     | Gol TV    |
| Guayaquil City          | 0 - 1 Archivado el 10 de noviembre de 2019 en Wayback Machine. | El Nacional          | Christian Benítez          | 19 de octubre | 15:15     | Gol TV    |
| Macará                  | 1 - 1 Archivado el 10 de noviembre de 2019 en Wayback Machine. | Deportivo Cuenca     | Bellavista                 | 19 de octubre | 17:30     | Gol TV    |
| Liga de Quito           | 1 - 1 Archivado el 10 de noviembre de 2019 en Wayback Machine. | Delfín               | Rodrigo Paz Delgado        | 20 de octubre | 14:15     | Gol TV    |
| Barcelona               | 0 - 3 Archivado el 7 de noviembre de 2019 en Wayback Machine.  | Emelec               | Monumental Banco Pichincha | 20 de octubre | 17:00     | Gol TV    |
| Técnico Universitario   | 3 - 0 Archivado el 10 de noviembre de 2019 en Wayback Machine. | Mushuc Runa          | Bellavista                 | 21 de octubre | 19:15     | Gol TV    |
| América de Quito        | 3 - 0 Archivado el 22 de noviembre de 2019 en Wayback Machine. | Fuerza Amarilla      | Cancelado                  | Cancelado     | Cancelado | Cancelado |

| Aucas                | 4 - 2 Archivado el 30 de octubre de 2019 en Wayback Machine. | Guayaquil City          | Gonzalo Pozo Ripalda        | 25 de octubre | 19:15 | Gol TV |
| Fuerza Amarilla      | 0 - 3 Archivado el 30 de octubre de 2019 en Wayback Machine. | Macará                  | 9 de Mayo                   | 26 de octubre | 13:00 | Gol TV |
| Universidad Católica | 1 - 1 Archivado el 30 de octubre de 2019 en Wayback Machine. | Emelec                  | Olímpico Atahualpa          | 26 de octubre | 15:30 | Gol TV |
| El Nacional          | 4 - 2 Archivado el 30 de octubre de 2019 en Wayback Machine. | Independiente del Valle | Olímpico Guillermo Albornoz | 26 de octubre | 15:30 | Gol TV |
| Deportivo Cuenca     | 1 - 0 Archivado el 30 de octubre de 2019 en Wayback Machine. | Liga de Quito           | Alejandro Serrano Aguilar   | 26 de octubre | 18:00 | Gol TV |
| Mushuc Runa          | 1 - 4 Archivado el 30 de octubre de 2019 en Wayback Machine. | Olmedo                  | Mushuc Runa COAC            | 27 de octubre | 13:00 | Gol TV |
| Delfín               | 2 - 1 Archivado el 30 de octubre de 2019 en Wayback Machine. | América de Quito        | Jocay                       | 27 de octubre | 15:30 | Gol TV |
| Barcelona            | 0 - 1 Archivado el 30 de octubre de 2019 en Wayback Machine. | Técnico Universitario   | Monumental Banco Pichincha  | 27 de octubre | 15:30 | Gol TV |

| Liga de Quito           | 5 - 2 Archivado el 8 de noviembre de 2019 en Wayback Machine. | Fuerza Amarilla      | Rodrigo Paz Delgado        | 2 de noviembre | 13:00 | Gol TV |
| Técnico Universitario   | 3 - 2 Archivado el 8 de noviembre de 2019 en Wayback Machine. | Aucas                | Bellavista                 | 2 de noviembre | 15:15 | Gol TV |
| América de Quito        | 1 - 0 Archivado el 8 de noviembre de 2019 en Wayback Machine. | Universidad Católica | Olímpico Atahualpa         | 2 de noviembre | 15:15 | Gol TV |
| Independiente del Valle | 0 - 0 Archivado el 8 de noviembre de 2019 en Wayback Machine. | Delfín               | General Rumiñahui          | 2 de noviembre | 18:00 | Gol TV |
| Guayaquil City          | 1 - 2 Archivado el 8 de noviembre de 2019 en Wayback Machine. | Deportivo Cuenca     | Christian Benítez          | 3 de noviembre | 13:00 | Gol TV |
| Olmedo                  | 1 - 2 Archivado el 8 de noviembre de 2019 en Wayback Machine. | Barcelona            | Olímpico de Riobamba       | 3 de noviembre | 13:00 | Gol TV |
| Emelec                  | 6 - 1 Archivado el 8 de noviembre de 2019 en Wayback Machine. | Mushuc Runa          | Banco del Pacífico-Capwell | 3 de noviembre | 16:15 | Gol TV |
| Macará                  | 0 - 1 Archivado el 8 de noviembre de 2019 en Wayback Machine. | El Nacional          | Bellavista                 | 3 de noviembre | 16:15 | Gol TV |

## Fase final
Para la segunda fase del torneo, los cuartos de final, clasificaron los mejores ocho ubicados en la tabla general. Estos ocho equipos se dividieron en cuatro llaves: llave A, B, C y D, los ubicados del primer (1.er) al cuarto (4.°) puesto fueron ubicados respectivamente en dichas llaves, con la ventaja de que el juego de vuelta lo disputaron en condición de local. Los rivales de estos cuatro equipos salieron de los ubicados del quinto (5.°) al octavo (8.°) puesto, en el orden 1.° vs 8.° y así para las otras cuatro llaves. En caso de empate en el resultado global, pasó el equipo mejor ubicado en la tabla regular del torneo. En caso de empate en el resultado global de la final, el campeonato se definió por la vía de los penales. Los horarios de los partidos correspondieron al huso horario de Ecuador (UTC-5).
|  | Cuartos de final      | Cuartos de final        | Cuartos de final      | Cuartos de final      | Cuartos de final      |   |       | Semifinales                       | Semifinales                       | Semifinales                       | Semifinales                       | Semifinales                       |  |   | Final                | Final                | Final                | Final                | Final                |  |
|  | 23 al 28 de noviembre | 23 al 28 de noviembre   | 23 al 28 de noviembre | 23 al 28 de noviembre | 23 al 28 de noviembre |   |       | 30 de noviembre al 7 de diciembre | 30 de noviembre al 7 de diciembre | 30 de noviembre al 7 de diciembre | 30 de noviembre al 7 de diciembre | 30 de noviembre al 7 de diciembre |  |   | 11 y 15 de diciembre | 11 y 15 de diciembre | 11 y 15 de diciembre | 11 y 15 de diciembre | 11 y 15 de diciembre |  |
|  |                       |                         |                       |                       |                       |   |       |                                   |                                   |                                   |                                   |                                   |  |   |                      |                      |                      |                      |                      |  |
|  |                       |                         |                       |                       |                       |   |       |                                   |                                   |                                   |                                   |                                   |  |   |                      |                      |                      |                      |                      |  |
|  | 1                     | Macará (v. d.)          | 2                     | 1                     | 3                     |   |       |                                   |                                   |                                   |                                   |                                   |  |   |                      |                      |                      |                      |                      |  |
|  | 1                     | Macará (v. d.)          | 2                     | 1                     | 3                     |   |       |                                   |                                   |                                   |                                   |                                   |  |   |                      |                      |                      |                      |                      |  |
|  | 8                     | Emelec                  | 1                     | 2                     | 3                     |   |       |                                   |                                   |                                   |                                   |                                   |  |   |                      |                      |                      |                      |                      |  |
|  | 8                     | Emelec                  | 1                     | 2                     | 3                     |   | 1     | Macará                            | 1                                 | 1                                 | 2                                 |                                   |  |   |                      |                      |                      |                      |                      |  |
|  |                       |                         |                       |                       |                       |   | 1     | Macará                            | 1                                 | 1                                 | 2                                 |                                   |  |   |                      |                      |                      |                      |                      |  |
|  |                       |                         | 4                     | Delfín                | 2                     | 1 | 3     |                                   |                                   |                                   |                                   |                                   |  |   |                      |                      |                      |                      |                      |  |
|  | 4                     | Delfín (v. d.)          | 4                     | Delfín                | 2                     | 1 | 3     | 0                                 | 2                                 | 2                                 |                                   |                                   |  |   |                      |                      |                      |                      |                      |  |
|  | 4                     | Delfín (v. d.)          |                       |                       |                       |   |       |                                   |                                   | 2                                 |                                   |                                   |  |   |                      |                      |                      |                      |                      |  |
|  | 5                     | Independiente del Valle | 0                     | 2                     | 2                     |   |       |                                   |                                   |                                   |                                   |                                   |  |   |                      |                      |                      |                      |                      |  |
|  | 5                     | Independiente del Valle | 0                     | 2                     | 2                     |   |       |                                   |                                   |                                   |                                   |                                   |  | 4 | Delfín (p.)          | 0                    | 0                    | 0 (2)                |                      |  |
|  |                       |                         |                       |                       |                       |   |       |                                   |                                   |                                   |                                   |                                   |  | 4 | Delfín (p.)          | 0                    | 0                    | 0 (2)                |                      |  |
|  |                       |                         | 6                     | Liga de Quito         | 0                     | 0 | 0 (1) |                                   |                                   |                                   |                                   |                                   |  |   |                      |                      |                      |                      |                      |  |
|  | 3                     | Universidad Católica    | 6                     | Liga de Quito         | 0                     | 0 | 0 (1) | 3                                 | 0                                 | 3                                 |                                   |                                   |  |   |                      |                      |                      |                      |                      |  |
|  | 3                     | Universidad Católica    |                       |                       |                       |   |       |                                   |                                   | 3                                 |                                   |                                   |  |   |                      |                      |                      |                      |                      |  |
|  | 6                     | Liga de Quito           | 2                     | 2                     | 4                     |   |       |                                   |                                   |                                   |                                   |                                   |  |   |                      |                      |                      |                      |                      |  |
|  | 6                     | Liga de Quito           | 2                     | 2                     | 4                     |   | 6     | Liga de Quito                     | 3                                 | 0                                 | 3                                 |                                   |  |   |                      |                      |                      |                      |                      |  |
|  |                       |                         |                       |                       |                       |   | 6     | Liga de Quito                     | 3                                 | 0                                 | 3                                 |                                   |  |   |                      |                      |                      |                      |                      |  |
|  |                       |                         | 7                     | Aucas                 | 1                     | 0 | 1     |                                   |                                   |                                   |                                   |                                   |  |   |                      |                      |                      |                      |                      |  |
|  | 2                     | Barcelona               | 7                     | Aucas                 | 1                     | 0 | 1     | 0                                 | 0                                 | 0                                 |                                   |                                   |  |   |                      |                      |                      |                      |                      |  |
|  | 2                     | Barcelona               |                       |                       |                       |   |       |                                   |                                   | 0                                 |                                   |                                   |  |   |                      |                      |                      |                      |                      |  |
|  | 7                     | Aucas                   | 1                     | 0                     | 1                     |   |       |                                   |                                   |                                   |                                   |                                   |  |   |                      |                      |                      |                      |                      |  |
|  | 7                     | Aucas                   | 1                     | 0                     | 1                     |   |       |                                   |                                   |                                   |                                   |                                   |  |   |                      |                      |                      |                      |                      |  |
|  |                       |                         |                       |                       |                       |   |       |                                   |                                   |                                   |                                   |                                   |  |   |                      |                      |                      |                      |                      |  |

- Nota: El equipo ubicado en la primera línea de cada llave es el que ejerció la localía en el partido de vuelta.

### Cuartos de final
| 24 de noviembre de 2019, 16:00 | Emelec    | 1:2 (1:1)                                     | Macará                      | Estadio Banco del Pacífico-Capwell, Guayaquil |                             |
|                                | Godoy 16' | FEF Reporte LigaPro Reporte Soccerway Reporte | J. Corozo 43' · Estrada 77' | Árbitro(s): Roberto Sánchez                   | Árbitro(s): Roberto Sánchez |

| 28 de noviembre de 2019, 19:30 | Macará                | 1:2 (0:1) (Global 3:3)                        | Emelec                   | Estadio Bellavista, Ambato |                        |
|                                | De La Cruz 84' (pen.) | FEF Reporte LigaPro Reporte Soccerway Reporte | Caicedo 45' · Pernía 80' | Árbitro(s): Diego Lara     | Árbitro(s): Diego Lara |

| 23 de noviembre de 2019, 17:15 | Aucas        | 1:0 (0:0)                                     | Barcelona | Estadio Gonzalo Pozo Ripalda, Quito |                               |
|                                | Figueroa 77' | FEF Reporte LigaPro Reporte Soccerway Reporte |           | Árbitro(s): José Luis Espinel       | Árbitro(s): José Luis Espinel |

| 27 de noviembre de 2019, 19:45 | Barcelona | 0:0 (Global 0:1)                              | Aucas | Estadio Monumental Banco Pichincha, Guayaquil |                         |
|                                |           | FEF Reporte LigaPro Reporte Soccerway Reporte |       | Árbitro(s): Marlon Vera                       | Árbitro(s): Marlon Vera |

| 23 de noviembre de 2019, 19:30 | Liga de Quito                  | 2:3 (0:1)                                     | Universidad Católica | Estadio Rodrigo Paz Delgado, Quito |                         |
|                                | Valencia 90' · Rodríguez 90+4' | FEF Reporte LigaPro Reporte Soccerway Reporte | Amarilla 13' 61' 62' | Árbitro(s): Marlon Vera            | Árbitro(s): Marlon Vera |

| 27 de noviembre de 2019, 17:30 | Universidad Católica | 0:2 (0:0) (Global 3:4)                        | Liga de Quito             | Estadio Olímpico Atahualpa, Quito |                             |
|                                |                      | FEF Reporte LigaPro Reporte Soccerway Reporte | Guerra 48' · J. Julio 58' | Árbitro(s): Roberto Sánchez       | Árbitro(s): Roberto Sánchez |

| 24 de noviembre de 2019, 18:15 | Independiente del Valle | 0:0                                           | Delfín | Estadio General Rumiñahui, Sangolquí |                        |
|                                |                         | FEF Reporte LigaPro Reporte Soccerway Reporte |        | Árbitro(s): Diego Lara               | Árbitro(s): Diego Lara |

| 28 de noviembre de 2019, 15:30 | Delfín                 | 2:2 (2:2) (Global 2:2)                        | Independiente del Valle | Estadio Jocay, Manta          |                               |
|                                | Noboa 7' · Ordóñez 16' | FEF Reporte LigaPro Reporte Soccerway Reporte | Torres 19' 41'          | Árbitro(s): José Luis Espinel | Árbitro(s): José Luis Espinel |

### Semifinales
| 1 de diciembre de 2019, 15:30 | Delfín                            | 2:1 (1:0)                                     | Macará        | Estadio Jocay, Manta    |                         |
|                               | Garcés 10' (pen.) · Piñatares 64' | FEF Reporte LigaPro Reporte Soccerway Reporte | M. Corozo 61' | Árbitro(s): Marlon Vera | Árbitro(s): Marlon Vera |

| 7 de diciembre de 2019, 16:00 | Macará        | 1:1 (0:0) (Global 2:3)                        | Delfín      | Estadio Bellavista, Ambato     |                                |
|                               | M. Corozo 66' | FEF Reporte LigaPro Reporte Soccerway Reporte | Ordóñez 53' | Árbitro(s): Guillermo Guerrero | Árbitro(s): Guillermo Guerrero |

| 30 de noviembre de 2019, 19:00 | Aucas        | 1:3 (0:3)                                     | Liga de Quito                              | Estadio Gonzalo Pozo Ripalda, Quito |                                |
|                                | Figueroa 64' | FEF Reporte LigaPro Reporte Soccerway Reporte | J. Julio 20' · A. Julio 23' · Martínez 39' | Árbitro(s): Guillermo Guerrero      | Árbitro(s): Guillermo Guerrero |

| 7 de diciembre de 2019, 19:00 | Liga de Quito | 0:0 (Global 3:1)                              | Aucas | Estadio Rodrigo Paz Delgado, Quito |                               |
|                               |               | FEF Reporte LigaPro Reporte Soccerway Reporte |       | Árbitro(s): José Luis Espinel      | Árbitro(s): José Luis Espinel |

### Final
| 11 de diciembre de 2019, 19:30 | Liga de Quito | 0:0                                           | Delfín | Estadio Rodrigo Paz Delgado, Quito |                         |
|                                |               | FEF Reporte LigaPro Reporte Soccerway Reporte |        | Árbitro(s): Marlon Vera            | Árbitro(s): Marlon Vera |

| 15 de diciembre de 2019, 15:00 | Delfín                                     | 0:0 (2:1 p.)(Global 0:0)                      | Liga de Quito                                   | Estadio Jocay, Manta        |                             |
|                                |                                            | FEF Reporte LigaPro Reporte Soccerway Reporte |                                                 | Árbitro(s): Roberto Sánchez | Árbitro(s): Roberto Sánchez |
|                                |                                            | Tiros desde el punto penal                    |                                                 |                             |                             |
|                                | López · Piñatares · Cangá · Noboa · Garcés |                                               | Alcívar · Valencia · Caicedo · Ayoví · Martínez |                             |                             |

|                                          |
|                                          |
| Campeón Delfín Sporting Club 1.er título |

## Tabla general
En esta tabla se muestran la repartición de cupos para torneos Conmebol y los equipos que descendieron.

### Clasificación
| Pos. | Equipo                  | Pts. | PJ | G  | E  | P  | GF | GC | Dif. |  |
| ---- | ----------------------- | ---- | -- | -- | -- | -- | -- | -- | ---- |  |
| 1    | Macará                  | 62   | 30 | 17 | 11 | 2  | 47 | 17 | +30  |  |
| 2    | Barcelona               | 55   | 30 | 17 | 4  | 9  | 56 | 38 | +18  |  |
| 3    | Universidad Católica    | 53   | 30 | 16 | 5  | 9  | 48 | 29 | +19  |  |
| 4    | Delfín (C)              | 53   | 30 | 15 | 8  | 7  | 46 | 33 | +13  |  |
| 5    | Independiente del Valle | 52   | 30 | 15 | 7  | 8  | 41 | 29 | +12  |  |
| 6    | Liga de Quito           | 49   | 30 | 13 | 10 | 7  | 46 | 30 | +16  |  |
| 7    | Aucas                   | 49   | 30 | 14 | 7  | 9  | 48 | 44 | +4   |  |
| 8    | Emelec                  | 46   | 30 | 14 | 4  | 12 | 43 | 30 | +13  |  |
| 9    | El Nacional             | 44   | 30 | 13 | 6  | 11 | 41 | 34 | +7   |  |
| 10   | Deportivo Cuenca        | 41   | 30 | 12 | 7  | 11 | 44 | 46 | −2   |  |
| 11   | Olmedo                  | 34   | 30 | 9  | 7  | 14 | 34 | 44 | −10  |  |
| 12   | Guayaquil City          | 31   | 30 | 8  | 7  | 15 | 35 | 48 | −13  |  |
| 13   | Mushuc Runa             | 30   | 30 | 8  | 6  | 16 | 36 | 58 | −22  |  |
| 14   | Técnico Universitario   | 29   | 30 | 8  | 5  | 17 | 40 | 60 | −20  |  |
| 15   | América de Quito (D)    | 25   | 30 | 6  | 7  | 17 | 26 | 41 | −15  |  |
| 16   | Fuerza Amarilla (D)     | 6    | 30 | 2  | 5  | 23 | 24 | 74 | −50  |  |

 Fuente: LigaPro
Notas:
1. ↑  Campeón de la Copa Sudamericana 2019, clasificado a la fase de grupos de Copa Libertadores 2020.
2. ↑  El Nacional fue sancionado con la pérdida de 1 punto debido al incumplimiento en la entrega de roles y/o planillas de aportes al IESS del mes de agosto.[41][42]
3. ↑  Deportivo Cuenca fue sancionado con la pérdida de 2 puntos, uno debido al incumplimiento en la entrega de roles y/o planillas de aportes al IESS del mes de mayo[43] y otro por el mes de septiembre.[44]
4. ↑  Fuerza Amarilla fue sancionado con la pérdida de 5 puntos, 4 debido al incumplimiento en la entrega de roles y/o planillas de aportes al IESS[45] y 1 punto por la no presentación de los roles de pago del mes de mayo.[43]

1. ↑  Copa Ecuador (CC): El Nacional clasificó como Ecuador 4 a la Copa Sudamericana 2020 mediante la plaza que entrega la Copa Ecuador 2018-19, dado que los 4 semifinalistas clasificaron mediante su posición en la tabla general, el cupo que otorga la Copa Ecuador pasó al 9.° clasificado de la LigaPro Banco Pichincha 2019.[67][68]

|  | Clasificados a la fase de grupos de Copa Libertadores 2020.             |
|  | Clasificado a la segunda fase clasificatoria de Copa Libertadores 2020. |
|  | Clasificado a la primera fase clasificatoria de Copa Libertadores 2020. |
|  | Clasificados a la primera fase de Copa Sudamericana 2020.               |
|  | Descendieron a la Serie B 2020.                                         |

### Evolución del descenso
| Equipo                  | 01 | 02 | 03 | 04 | 05 | 06 | 07 | 08 | 09 | 10 | 11 | 12 | 13 | 14 | 15 | 16 | 17 | 18 | 19 | 20 | 21 | 22 | 23 | 24 | 25 | 26 | 27 | 28 | 29 | 30 |
| ----------------------- | -- | -- | -- | -- | -- | -- | -- | -- | -- | -- | -- | -- | -- | -- | -- | -- | -- | -- | -- | -- | -- | -- | -- | -- | -- | -- | -- | -- | -- | -- |
| Macará                  | 8  | 13 | 8  | 5  | 1  | 1  | 1  | 2  | 3  | 3  | 4  | 4  | 4  | 3  | 3  | 2  | 1  | 1  | 1  | 2  | 1  | 1  | 1  | 1  | 1  | 1  | 1  | 1  | 1  | 1  |
| Barcelona               | 1  | 1  | 1  | 7  | 8  | 6  | 8  | 9  | 6  | 5  | 3  | 3  | 2  | 1  | 1  | 4  | 4  | 5  | 4  | 5  | 4  | 5  | 5  | 5  | 4  | 3  | 2  | 3  | 3  | 2  |
| Universidad Católica    | 6  | 4  | 10 | 6  | 3  | 3  | 4  | 3  | 4  | 2  | 2  | 2  | 1  | 4  | 4  | 3  | 2  | 2  | 2  | 1  | 2  | 2  | 2  | 3  | 3  | 2  | 3  | 2  | 2  | 3  |
| Delfín                  | 2  | 8  | 6  | 3  | 4  | 7  | 5  | 4  | 2  | 4  | 5  | 5  | 5  | 5  | 5  | 5  | 5  | 4  | 5  | 4  | 3  | 4  | 4  | 4  | 6  | 5  | 4  | 5  | 4  | 4  |
| Independiente del Valle | 10 | 10 | 7  | 4  | 5  | 4  | 2  | 1  | 1  | 1  | 1  | 1  | 3  | 2  | 2  | 1  | 3  | 3  | 3  | 3  | 5  | 3  | 3  | 2  | 2  | 4  | 5  | 4  | 5  | 5  |
| Liga de Quito           | 4  | 3  | 3  | 1  | 6  | 8  | 9  | 10 | 9  | 8  | 6  | 6  | 6  | 6  | 7  | 6  | 7  | 6  | 7  | 7  | 8  | 8  | 7  | 7  | 7  | 7  | 7  | 6  | 7  | 6  |
| Aucas                   | 14 | 9  | 5  | 10 | 10 | 10 | 6  | 8  | 5  | 7  | 7  | 8  | 8  | 8  | 6  | 7  | 8  | 8  | 6  | 6  | 6  | 6  | 6  | 6  | 5  | 6  | 6  | 7  | 6  | 7  |
| Emelec                  | 3  | 7  | 12 | 9  | 9  | 9  | 10 | 7  | 10 | 10 | 9  | 9  | 11 | 10 | 9  | 8  | 6  | 7  | 8  | 8  | 10 | 10 | 10 | 9  | 8  | 9  | 8  | 8  | 8  | 8  |
| El Nacional             | 16 | 16 | 16 | 13 | 13 | 13 | 13 | 13 | 14 | 13 | 12 | 10 | 9  | 9  | 11 | 9  | 9  | 11 | 9  | 9  | 7  | 7  | 8  | 8  | 9  | 8  | 9  | 9  | 9  | 9  |
| Deportivo Cuenca        | 5  | 2  | 2  | 2  | 2  | 2  | 3  | 6  | 8  | 9  | 10 | 11 | 10 | 11 | 10 | 11 | 10 | 10 | 11 | 11 | 9  | 9  | 9  | 10 | 10 | 10 | 10 | 10 | 10 | 10 |
| Olmedo                  | 11 | 11 | 4  | 8  | 7  | 5  | 7  | 5  | 7  | 6  | 8  | 7  | 7  | 7  | 8  | 10 | 11 | 9  | 10 | 10 | 11 | 11 | 12 | 12 | 13 | 13 | 13 | 13 | 11 | 11 |
| Guayaquil City          | 9  | 6  | 9  | 12 | 12 | 11 | 11 | 12 | 11 | 12 | 11 | 12 | 12 | 12 | 12 | 13 | 13 | 13 | 13 | 12 | 12 | 12 | 11 | 11 | 11 | 11 | 11 | 11 | 12 | 12 |
| Mushuc Runa             | 7  | 5  | 11 | 11 | 11 | 12 | 12 | 11 | 12 | 11 | 13 | 13 | 13 | 13 | 13 | 12 | 12 | 12 | 12 | 13 | 13 | 13 | 13 | 13 | 12 | 12 | 12 | 12 | 13 | 13 |
| Técnico Universitario   | 12 | 14 | 15 | 15 | 16 | 16 | 15 | 14 | 13 | 14 | 14 | 14 | 14 | 14 | 14 | 14 | 14 | 14 | 14 | 14 | 14 | 14 | 14 | 15 | 14 | 14 | 14 | 14 | 14 | 14 |
| América de Quito        | 13 | 15 | 14 | 16 | 15 | 15 | 16 | 16 | 16 | 15 | 15 | 16 | 16 | 16 | 16 | 16 | 16 | 16 | 15 | 15 | 15 | 15 | 15 | 14 | 15 | 15 | 15 | 15 | 15 | 15 |
| Fuerza Amarilla         | 15 | 12 | 13 | 14 | 14 | 14 | 14 | 15 | 15 | 16 | 16 | 15 | 15 | 15 | 15 | 15 | 15 | 15 | 16 | 16 | 16 | 16 | 16 | 16 | 16 | 16 | 16 | 16 | 16 | 16 |

| 1. |

### Tabla de resultados cruzados
| Local \ Visitante       | AME | AUC | BSC | DEL | CUE | NAC | EME | FAM | GCY | IDV | LDQ | MAC | MSR | OLM | TEC | UCT |
| ----------------------- | --- | --- | --- | --- | --- | --- | --- | --- | --- | --- | --- | --- | --- | --- | --- | --- |
| América de Quito        | —   | 1–1 | 2–2 | 1–1 | 3–0 | 1–3 | 1–2 | 3–0 | 3–0 | 1–1 | 0–1 | 0–1 | 0–1 | 1–1 | 2–0 | 1–0 |
| Aucas                   | 3–0 | —   | 3–4 | 4–2 | 1–0 | 0–0 | 0–2 | 2–1 | 4–2 | 2–1 | 2–1 | 0–0 | 1–1 | 1–0 | 1–0 | 3–1 |
| Barcelona               | 4–0 | 2–1 | —   | 3–1 | 6–2 | 5–2 | 0–3 | 2–1 | 1–0 | 4–1 | 1–1 | 1–2 | 2–0 | 2–0 | 0–1 | 1–2 |
| Delfín                  | 2–1 | 4–2 | 1–2 | —   | 2–0 | 1–1 | 0–0 | 1–0 | 0–1 | 0–1 | 2–1 | 1–1 | 1–0 | 4–0 | 4–2 | 2–1 |
| Deportivo Cuenca        | 2–0 | 1–2 | 1–1 | 2–3 | —   | 2–2 | 1–0 | 3–0 | 2–0 | 3–2 | 1–0 | 1–2 | 3–1 | 2–1 | 4–3 | 1–2 |
| El Nacional             | 0–1 | 1–3 | 1–0 | 0–1 | 1–1 | —   | 1–0 | 3–0 | 2–1 | 4–2 | 2–2 | 1–2 | 2–0 | 1–1 | 1–2 | 0–1 |
| Emelec                  | 3–0 | 2–1 | 0–1 | 0–1 | 0–1 | 2–1 | —   | 1–2 | 2–1 | 1–3 | 1–1 | 1–0 | 6–1 | 3–1 | 1–0 | 1–0 |
| Fuerza Amarilla         | 3–0 | 3–3 | 0–3 | 0–2 | 2–2 | 0–4 | 1–4 | —   | 0–1 | 0–1 | 1–1 | 0–3 | 1–2 | 1–4 | 2–2 | 1–2 |
| Guayaquil City          | 1–1 | 1–1 | 0–2 | 1–3 | 1–2 | 0–1 | 1–0 | 1–1 | —   | 0–1 | 1–0 | 1–1 | 4–2 | 3–0 | 3–1 | 2–1 |
| Independiente del Valle | 0–0 | 4–0 | 3–0 | 0–0 | 2–0 | 1–0 | 1–0 | 2–0 | 2–2 | —   | 0–1 | 0–2 | 2–3 | 2–1 | 1–0 | 2–1 |
| Liga de Quito           | 1–0 | 0–1 | 2–0 | 1–1 | 2–2 | 2–0 | 2–1 | 5–2 | 4–0 | 1–1 | —   | 1–1 | 4–0 | 3–2 | 0–0 | 1–5 |
| Macará                  | 1–0 | 3–0 | 0–0 | 1–1 | 1–1 | 0–1 | 2–1 | 5–1 | 2–0 | 1–1 | 3–0 | —   | 1–1 | 1–1 | 2–0 | 1–0 |
| Mushuc Runa             | 2–1 | 1–2 | 5–1 | 2–0 | 1–1 | 0–1 | 0–2 | 3–0 | 3–2 | 0–2 | 0–4 | 1–1 | —   | 1–4 | 3–4 | 1–1 |
| Olmedo                  | 1–0 | 2–1 | 1–2 | 2–2 | 2–1 | 0–2 | 3–1 | 1–0 | 1–1 | 1–0 | 0–2 | 0–2 | 1–1 | —   | 0–2 | 0–0 |
| Técnico Universitario   | 3–2 | 3–2 | 0–3 | 1–2 | 1–2 | 0–2 | 2–2 | 2–1 | 4–4 | 1–1 | 0–2 | 0–2 | 3–0 | 0–3 | —   | 1–2 |
| Universidad Católica    | 1–0 | 1–1 | 2–1 | 2–1 | 2–0 | 3–1 | 1–1 | 6–0 | 1–0 | 0–1 | 0–0 | 1–3 | 1–0 | 2–0 | 6–2 | —   |

## Goleadores
- Actualizado el  8 de diciembre de 2019.

| Pos. | Jugador           | Equipo               | Goles | Partidos | Promedio | Minutos | Penalti |
| ---- | ----------------- | -------------------- | ----- | -------- | -------- | ------- | ------- |
| 1    | Luis Amarilla     | Universidad Católica | 19    | 24       | 0.79     | 2013    | -       |
| 2    | Raúl Becerra      | Deportivo Cuenca     | 18    | 28       | 0.64     | 2485    | 5       |
| 3    | Michael Estrada   | Macará               | 17    | 29       | 0.59     | 2355    | 2       |
| 4    | Fidel Martínez    | Barcelona            | 16    | 27       | 0.61     | 2265    | 5       |
| 5    | Carlos Garcés     | Delfín               | 15    | 32       | 0.47     | 2740    | 7       |
| 6    | Bruno Vides       | Universidad Católica | 14    | 25       | 0.56     | 2055    | 6       |
| 7    | Gonzalo Mastriani | Guayaquil City       | 14    | 28       | 0.50     | 1749    | 2       |
| 8    | Rodrigo Aguirre   | Liga de Quito        | 12    | 22       | 0.55     | 1761    | 2       |
| 9    | Jonathan Borja    | El Nacional          | 11    | 27       | 0.41     | 2298    | 2       |
| 10   | Roberto Ordóñez   | Delfín               | 10    | 30       | 0.33     | 2539    | -       |

### Tripletes, pokers o más
- Actualizado el 24 de noviembre de 2019.

| Fecha      | Jugador           | Goles                  | Local                | Resultado | Visitante             |
| ---------- | ----------------- | ---------------------- | -------------------- | --------- | --------------------- |
| 23/11/2019 | Luis Amarilla     | 18' · 28' · 82'        | Liga de Quito        | 2–3       | Universidad Católica  |
| 29/09/2019 | Sergio López      | 18' · 28' · 82'        | Delfín               | 4–2       | Técnico Universitario |
| 22/09/2019 | Rodrigo Aguirre   | 3' · 41' · 88' · 90+3' | Liga de Quito        | 4–0       | Mushuc Runa           |
| 25/08/2019 | Gonzalo Mastriani | 3' · 41' · 88' · 90+3' | Guayaquil City       | 4–2       | Mushuc Runa           |
| 24/08/2019 | Fidel Martínez    | 18' · 28' · 82'        | Barcelona            | 4–0       | América de Quito      |
| 18/08/2019 | César Espínola    | 66' · 70' · 90'        | América de Quito     | 3–0       | Guayaquil City        |
| 06/07/2019 | Luis Amarilla     | 57' · 83' · 87'        | Universidad Católica | 6–2       | Técnico Universitario |
| 18/05/2019 | Michael Estrada   | 15' · 54' · 66' · 85'  | Macará               | 5–1       | Fuerza Amarilla       |

## Máximos asistentes
- Actualizado el 8 de diciembre de 2019.[69]

| Pos. | Jugador            | Equipo                | Asistencias |
| ---- | ------------------ | --------------------- | ----------- |
| 1    | Leandro Martínez   | Deportivo Cuenca      | 13          |
| 2    | Marcos Caicedo     | Barcelona             | 8           |
| 3    | Anderson Julio     | Liga de Quito         | 8           |
| 4    | Carlos Feraud      | Macará                | 8           |
| 5    | Jefferson Caicedo  | Técnico Universitario | 7           |
| 6    | Alexander Alvarado | Aucas                 | 7           |
| 7    | Jonathan Perlaza   | Guayaquil City        | 7           |
| 8    | Carlos Garcés      | Delfín                | 7           |
| 9    | Pedro Perlaza      | Delfín                | 6           |
| 10   | Jeison Chalá       | Universidad Católica  | 6           |